# Edouard Jacobs (muzikant)
Edouard Jacobs (Halle, 9 februari 1851 – Brussel, 3 maart 1925) was een Belgisch cellist.
Jacobs was een leerling van Joseph Servais (een zoon van Adrien François Servais) aan het Koninklijk Conservatorium Brussel. Hij speelde meerdere jaren in het Weimarse hoforkest. In 1885 volgde hij zijn leermeester op als cello-leerkracht aan het Brussels conservatorium. Hij speelde ook viola da gamba in concerten van vroege muziek.
- Bibliothèque nationale de France: cb14800966h (data)
- International Standard Name Identifier: 0000 0004 5094 9513
- MusicBrainz: 43f7f3aa-7378-4d2c-936e-9f86d6ace588
- Virtual International Authority File: 316736964